# Глибоцька сільська рада
| Глибоцька сільська рада — орган місцевого самоврядування у Бориспільському районі Київської області з адміністративним центром у с. Глибоке. Історична дата утворення: в 1943 році. Сільській раді підпорядковані населені пункти: - с. Глибоке - с. Городище |

## Склад ради
Рада складається з 16 депутатів та голови.

### Керівний склад ради
| ПІБ                          | Основні відомості                                                 | Дата обрання | Дата звільнення |
| ---------------------------- | ----------------------------------------------------------------- | ------------ | --------------- |
| Дмитрук Олександр Васильович | Сільський голова, 1965 року народження, освіта, безпартійний      | 26.03.2006   | 31.10.2010      |
| Дмитрук Олександр Васильович | Сільський голова, 1965 року народження, освіта вища, безпартійний | 31.10.2010   |                 |

Примітка: таблиця складена за даними джерела